# Aïn Beni Mathar
Aïn Beni Mathar (en arabe : عين بني مطهر ; en berbère : ⵜⵉⵟⵟ ⵏ ⴰⵢⵜ ⵎⴰⵟⵀⴰⵔ) ou Berguem est une commune du Maroc, située dans la région de l'Oriental, située à 81 km au sud d'Oujda et à 36 km de la frontière algérienne. Lors du recensement de 2014, elle est peuplée de 16 289 habitants.

## Histoire

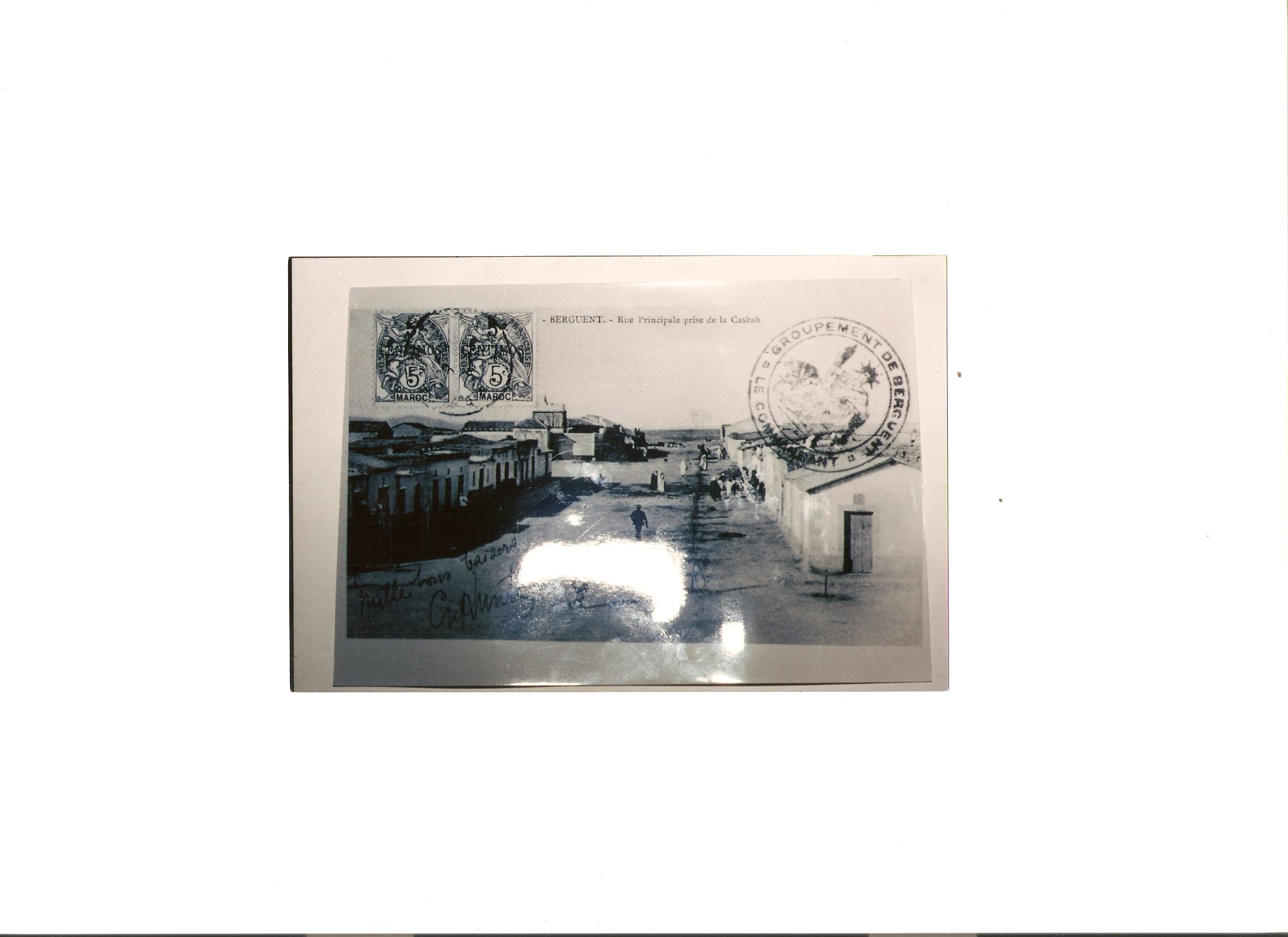
Rue principale de Ain Beni Mathar durant le protectorat français.

Selon la documentation actuellement disponible, Aïn Bni Mathar a connu plusieurs noms à la suite d'étapes historiques. Ainsi on le connait sous le nom de:
- Assa
- Aioun Za
- Ras el Ain
- Ras Aioun Bni Mathar
- Ain Beni Mathar
- Berguent
- Aïn Bni Mathar

### Période du protectorat
Au début du XXe siècle, Aïn Beni Mathar a été occupée par les Français le 28 février 1904, après avoir conclu un pacte avec les notables des Beni Mathar, habitants de cette localité, en présence de Sidi Allal ben Cheikh ben Tayeb chef des Ouled Sidi Cheikh (Ghraba) et représentant du gouvernement chérifien marocain dans la région .
À la fin de 1904, le Maréchal Lyautey, alors chef suprême de la région d'Ain Sefra, vint visiter Aïn Beni Mathar, il trouva ses troupes qui campaient sur la rive droite de l'Oued Charef sur un lieu qui s'appelait "Taberguente" nom berbère qui signifie la noire (dont le masculin est "aberkane" le noir), c'est la première fois qu'il parla - dans ses correspondances avec ses supérieurs de Berguent qui sera le nom du village dont le maréchal Lyautey est le véritable fondateur.
Avant 1904 Aïn Bni Mathar (Berguent) ne comprenait que quatre localités dispersées sur les rives droite et gauche de l'oued Charef, la ville actuelle n'existait pas. Dès 1904 Berguent sera le pôle d'attraction des entrepreneurs de bâtiment, des commerçants qui venaient s'installer, et qui donnaient à Berguent un élan urbain et commercial.
Le premier bâtiment qui fut construit est l'actuel bâtiment des travaux publics puis l'école et une caserne militaire qui est devenue une infirmerie.
Les Bni Mathar formaient la base de la population de Berguent, mais dès la création de ce village, l'afflux des nouveaux venus commence par l'installation des Français, des Espagnols, des Algériens, et des juifs de Debdou. On remarque ensuite l'arrivée de quelques Fassi, plus tard il y aurait des originaires de Figuig, des Béni-Snassen (surtout d'Ain sfa), des Soussi, des commerçants et des fquihs de Tafilalet.

### Depuis l'indépendance
L’accord diplomatique de Rabat du 28 mai 1956, qui stipule que ni la France ni le Maroc ne mèneront de politique contraire aux intérêts de l'autre partie au traité, devient rapidement inapliquable en ce qui concerne la guerre d'Algérie, l'État comme la population marocaines se sentant solidaires de leurs voisins en guerre pour l'indépendance. L'arrestation de Ben Bella provoque ainsi le massacre de Meknès (53 Européens tués du 23 au 28 octobre 1956). Proche de la frontière algérienne, la région est bien entendu au cœur des évènements et des bases militaires du FLN sont implantées dans toute la province de l'Oriental, dont une à Berguem ou Aïn Beni Mathar.
Aujourd’hui Aïn Beni Mathar est aussi devenu une ville novatrice dans la région, notamment en matière de tourisme et de sport, grâce à la création d'une association de parapente (sport de vol libre) en janvier 2014, présidé par Mr. Hakmi Redwan, cette association a permis l'introduction du tourisme (nature) qui s'inscrit dans le cadre du développement durable.

### Sources
1. ↑  Berguent (Ras-El-Ain) page: 13, par Lagaquière.
2. ↑  Lettres sud Oranais, Vers Le Maroc, par: maréchal Lyautey p. 343.
3. ↑  Mounya Essemlali, « Le Maroc entre la France et l'Algérie (1956-1962) », Relations internationales, 2011/2 (n° 146), p. 77-93.

- (en) Ain Bni Mathar sur le site de Falling Rain Genomics, Inc.